# شهرستان دیکسن (تنسی)
شهرستان دیکسن، تنسی (به انگلیسی: Dickson County, Tennessee) یک سکونتگاه مسکونی در ایالات متحده آمریکا است که در تنسی واقع شده‌است.

## خصوصیات
شهرستان دیکسن ۱٬۲۷۲ کیلومترمربع مساحت دارد.